# Vehicular Security Center
Il World Trade Center Vehicle Security Center and Tour Bus Parking Facility, o semplicemente il Vehicular Security Center (VSC), è un complesso sicuro per la consegna di camion e il parcheggio sotterraneo presso il World Trade Center di Manhattan, New York. L'ingresso al VSC si trova a livello della strada lungo il bordo meridionale del National September 11 Memorial & Museum in Liberty Street.
Il VSC è collegato tramite tunnel che alimentano l'intero complesso WTC grande 65.000 m², che collega il posto di controllo di sicurezza al suo ingresso con gli edifici e servizi del complesso che richiedono servizi veicolari. I garage sotterranei forniscono parcheggio per inquilini, visitatori e autobus turistici.
Liberty Park, un parco sopraelevato di 4.000 m², si trova sul tetto del VSC. Anche la Chiesa greco-ortodossa di San Nicola, distrutta durante gli attacchi dell'11 settembre, sarà ricostruita nel Parco della Libertà sopra il VSC.
Il Five World Trade Center doveva essere costruito adiacente al bordo meridionale del VSC e del Liberty Park, sul sito dell'ex edificio della Deutsche Bank. È stato approvato nel febbraio 2021.